# Heinrich Witt (Politiker, 1876)
Heinrich Witt (* 8. Juni 1876 in Stewken, Landkreis Thorn; † 28. Januar 1954 in West-Berlin) war ein deutscher Gewerkschafter, Politiker (SPD) und Widerstandskämpfer gegen das NS-Regime.

## Leben
Der Sohn eines Eisenbahnbeamten besuchte die Volksschule und absolvierte im Anschluss eine Lehre als Schlosser und Dreher. Er ging nach seiner Lehrzeit auf Wanderschaft, leistete von 1898 bis 1900 Militärdienst beim 47. Infanterie-Regiment in Posen und arbeitete daraufhin bis 1914 als Dreher in Brandenburg an der Havel. Von August 1914 bis Oktober 1918 nahm er als Soldat am Ersten Weltkrieg teil.
Witt trat 1900 in die SPD ein und wurde im gleichen Jahr Mitglied des Deutschen Metallarbeiterverbandes (DMV), für dessen Interessen er sich in der Folgezeit einsetzte. Im Juni 1914 wurde er zum hauptamtlichen Geschäftsführer des örtlichen DMV in Brandenburg an der Havel gewählt, 1918 übernahm er auch den Vorsitz des Ortsausschusses des Allgemeinen Deutschen Gewerkschaftsbundes (ADGB).
Witt war vom 16. Oktober 1919 bis Anfang 1933 unbesoldeter Stadtrat im Magistrat von Brandenburg an der Havel. Ab 1927 fungierte er als Aufsichtsratsvorsitzender der Bauhütte und als Geschäftsführer der Volkshausgesellschaft in Brandenburg. Bei der Reichstagswahl im Juni 1920 kandidierte er für den Reichstag, verpasste aber den Einzug ins Parlament. Im April 1932 wurde er als Abgeordneter in den Preußischen Landtag gewählt, dem er bis zum Ablauf der vierten Legislaturperiode 1933 angehörte. Im Landtag vertrat er den Wahlkreis 4 (Potsdam I).
Nach der Machtübernahme der Nationalsozialisten wurde Witt am 15. Februar 1933 verhaftet, da er die Nationalsozialistische Betriebszellenorganisation (NSBO) in einem Flugblatt als „arbeitgeberfreundliche“ Organisation dargestellt hatte. Er wurde am 25. März 1933 aus der Haft entlassen, verlor aber am 2. Mai 1933 im Zusammenhang mit der Zerschlagung der Freien Gewerkschaften seine Funktionen im DMV und wurde erwerbslos. Am 1. Juni 1933 wurde er erneut verhaftet und ins KZ Oranienburg verbracht. Zuvor hatte er auf einer öffentlichen Veranstaltung die Gleichschaltung der demokratischen Freien Gewerkschaften scharf kritisiert. Die Gestapo verlegte Witt am 7. September 1933 vom KZ Oranienburg ins KZ Sonnenburg. Nach seiner Haftentlassung am 25. Januar 1934 wurde er unter Polizeiaufsicht gestellt.
Witt betätigte sich weiterhin im Widerstand und unterhielt dafür Kontakte zu ehemals führenden Gewerkschaftern, unter anderem Max Urich und Otto Eichler. Er zog nach Berlin, wo er als ungelernter Metallarbeiter in einem Rüstungsbetrieb arbeiten musste. 1942 wurde Witt zur Wehrmacht eingezogen. Im Zuge der „Aktion Gewitter“ erfolgte am 23. August 1944 seine Festnahme. Witt wurde im KZ Sachsenhausen inhaftiert, aus dem er am 15. September 1944 entlassen wurde. Zuletzt wohnte er in Berlin-Tempelhof.
Heinrich Witt heiratete 1902 Minna, geb. Becker, mit der er drei gemeinsame Söhne hatte. Das Paar trennte sich 1932. Daneben hatte er einen außerehelichen Sohn, der bereits vor der Eheschließung geboren wurde.